# یواس‌اس مونتیچلو (۱۸۵۹)
یواس‌اس مونتیچلو (۱۸۵۹) (به انگلیسی: USS Monticello (1859)) یک کشتی بود که طول آن ۱۸۰ فوت (۵۵ متر) بود. این کشتی در سال ۱۸۶۱ ساخته شد.